# Parachutage
Un parachutage désigne au sens strict le largage par avion d'hommes ou de matériels pourvus de parachutes. Pour ceci, consulter l'article parachute.
Le « parachutage » est un terme utilisé en politique pour désigner de façon péjorative une candidature à un scrutin sans que le candidat ait beaucoup d'attaches locales à la circonscription électorale visée. Le parachutage émane également d'une décision politique d'une instance nationale (un parti politique) ou d'une personnalité politique majeure, qui veut privilégier une candidature personnelle, aux dépens des candidatures locales.
Les personnalités qui sont l'objet de ce parachutage — les « parachutés » — se défendent habituellement d'un ancrage sans pertinence, et ont en général à cœur de trouver une justification autre que stratégique à leur arrivée : des racines familiales ou un passé vécu, une demande de la part de militants locaux, etc.
En septembre 2017, le député français Jean-Carles Grelier dépose une proposition de loi à l'Assemblée nationale pour interdire les parachutages électoraux.

## Exemples de parachutages politiques en France
- Maxime Amblard, ingénieur nucléaire chez Framatome vivant à Paris, membre du Rassemblement national, il est élu dans la première circonscription de la Meuse lors des élections législatives de 2024[2],[3].
- Raphaël Arnault, militant antifasciste lyonnais issu du Nouveau Parti anticapitaliste élu lors des élections législatives de 2024 dans la première circonscription du Vaucluse, dans le cadre du Nouveau Front populaire. Il a été battu en 2022 dans la deuxième circonscription du Rhône.

- Guillaume Bigot, parachuté dans le Territoire de Belfort pour les élections législatives de 2024, alors qu'il avait été candidat dans les Yvelines, et qu'il « n’a pas réussi à citer 10 communes de la circonscription dans laquelle il fait campagne »[4].
- Bruno Bilde, candidat en 2007 dans la première circonscription de la Meuse, avant d’être élu du Nord puis du Pas-de-Calais.
- Élisabeth Borne, première ministre, brigue la sixième circonscription du Calvados en 2022, qui est considérée comme « une terre plutôt favorable au président de la République »[5].
- Patricia Chagnon,  conseillère régionale des Hauts-de-France pour la Somme, candidate en 2024 dans circonscription de Saint-Pierre-et-Miquelon[6],[7].
- Sébastien Chenu, parachuté dans le Nord pour les élections législatives de 2017 alors qu'il était élu dans la Somme. Pour les élections municipales de 2014, il avait cherché à se présenter à Paris, d'abord sur la liste de l'UMP puis sur celle du PS[8].
- Jacques Chirac, parachuté en Corrèze à la demande de Georges Pompidou, puis maire de Paris de 1977 à 1995.
- Georges Clemenceau, parachuté dans le Var après avoir été élu président du Conseil de Paris et député de la Seine.
- Gilbert Collard, parachuté dans le Gard alors qu'il s'était présenté aux élections municipales de 2001 et 2008 à Vichy.
- Jean-François Copé, parachuté à Meaux en 1995[9].
- Alexis Corbière, élu à Paris pendant près de quinze ans, avant de se faire parachuter à Montreuil pour les élections législatives de 2017.
- Michel Debré, envoyé de Paris pour être député de La Réunion entre 1963 et 1988, tout en étant maire d'Amboise et conseiller général d'Indre-et-Loire.
- Gaëtan Dussausaye, parachuté dans les Vosges et élu député en 2024[10].
- François Fillon, parachuté à Paris pour les élections législatives de 2012 alors qu'il était élu dans la Sarthe.
- Benjamin Griveaux, élu en Saône-et-Loire de 2008 à 2015, se fait élire député à Paris lors des élections législatives de 2017.
- Henri Guaino, parachuté dans les Yvelines puis à Paris.
- Élisabeth Guigou, parachutée dans la Seine-Saint-Denis un an après sa défaite aux élections municipales de 2001 à Avignon.
- Laurent Jacobelli, tête de liste du Rassemblement national aux élections régionales de 2021 dans le Grand Est, est élu dans la huitième circonscription de la Moselle[11],[12].
- Nathalie Kosciusko-Morizet, parachutée à Paris pour les élections municipales de 2014, alors qu'elle était jusque-là députée de l'Essonne. Pour les élections législatives de 2017, elle se parachute de la 11e à la 2e circonscription.
- François Lamy, candidat aux élections législatives de 2017 dans la 1re circonscription du Nord après avoir exercé différents mandats électifs en Île-de-France.
- Jack Lang, qui après avoir été conseiller de Paris de 1983 à 1989, est élu député du Loir-et-Cher entre 1986 et 2000 puis du Pas-de-Calais de 2002 à 2012, à la suite de sa défaite aux élections municipales à Blois. En 2012, il est investi par le PS dans les Vosges.
- Marie-Caroline Le Pen, Conseillère régionale d'Île-de-France, qui s’est présentée sans succès en 1993, 1995 et 2002 dans la sixième circonscription des Hauts-de-Seine, en 1997 dans la huitième circonscription des Yvelines, et en 2024 dans la quatrième circonscription de la Sarthe[13],[14].
- Marie-Noëlle Lienemann, successivement élue dans l'Essonne, le Pas-de-Calais et à Paris.
- Alexandre Loubet, directeur de communication du Rassemblement national élu en 2022 dans septième circonscription de la Moselle[15].
- Marion Maréchal, parachutée dans le Vaucluse après s'être présentée aux élections municipales de 2008 à Saint-Cloud et aux élections régionales de 2010 en Île-de-France.
- Thierry Mariani, élu dans le Vaucluse, se parachute aux élections législatives de 2012 dans la 11e circonscription des Français établis hors de France, dont il devient député.
- David Martinon, porte-parole du président Nicolas Sarkozy, a été désigné par ce dernier comme le candidat susceptible de reprendre la mairie de Neuilly-sur-Seine. Il est écarté le 11 février 2008 de la course à la municipalité, un sondage secret publié par Le Figaro le donnant perdant face à la candidature du divers droite Jean-Christophe Fromantin.
- Jean-Luc Mélenchon, élu dans l'Essonne, puis dans le Sud-Ouest aux élections européennes de 2009 et 2014, se parachute dans le Pas-de-Calais pour les élections législatives de 2012, puis à Marseille pour celles de 2017[16].
- Pierre Mendès France, ancien président du Conseil et député de l'Eure jusqu'en 1958, se fait élire dans l'Isère en 1967.
- Caroline Parmentier, conseillère régionale d’île de France et proche de Marine Le Pen, est parachutée dans la neuvième circonscription du Pas-de-Calais[17],[18].
- Bernard Pons, successivement élu dans le Lot, l’Essonne et à Paris.
- Ségolène Royal, parachutée par François Mitterrand pour défendre le PS dans les Deux-Sèvres en tant que députée. Elle avait demandé au président de la République un poste lors de l'investiture officielle de ce dernier, et obtenu cette candidature à la dernière minute. En 2012, c'est en Charente-Maritime qu'elle brigue un mandat parlementaire, dans le but de prendre, une fois élue députée, la présidence de l'Assemblée nationale.
- Émeric Salmon, ancien conseiller régional de Bretagne et délégué départemental RN du Morbihan, assume[19] son parachutage en 2022 dans la deuxième circonscription de la Haute-Saône[20],[21].
- Dominique Strauss-Kahn, élu député de Haute-Savoie en 1986 avant de se faire réélire dans le Val-d'Oise en 1988.
- Christiane Taubira, tête de liste en Île-de-France pour les élections européennes de 2004, alors qu'elle était jusque-là députée de la Guyane.
- Prisca Thevenot, parachutée[22],[23]dans les Hauts-de-Seine lors des élections législatives de 2022, après avoir été battue en 2017 en Seine-Saint-Denis.
- Rama Yade, candidate aux élections législatives de 2017 dans le Loir-et-Cher après avoir été élue d'Île-de-France[24].
- Éric Zemmour tente de conquérir la quatrième circonscription du Var en 2022[20].

## Exemples de parachutages politiques dans les autres pays
- Hillary Clinton, parachutée dans l'État de New York pour les élections sénatoriales américaines de 2000.
- Boris Johnson, élu à la Chambre des communes du Royaume-Uni en 2001 pour la circonscription de Henley, puis maire de Londres en 2008, avant de se faire réélire député dans la circonscription d'Uxbridge et South Ruislip en 2015.
- Theresa May, candidate aux élections générales britanniques successivement à North West Durham, Barking et Maidenhead, où elle devient députée.
- Mitt Romney, gouverneur du Massachusetts de 2003 à 2007, se fait élire sénateur dans l'Utah lors des élections sénatoriales américaines de 2018[25].
- Margaret Thatcher, élue députée à la Chambre des communes du Royaume-Uni de 1959 à 1992 pour la circonscription de Finchley, après avoir été candidate aux élections de 1950 dans la circonscription de Dartford.
- Manuel Valls, ancien Premier ministre français, se porte candidat aux élections municipales de 2019 à Barcelone (Espagne)[26], un an après s’être fait réélire député à l’Assemblée nationale française. Il démissionne alors de ce mandat pour mener sa campagne[27].
- Javier Maroto, élu sénateur par les Cortes de Castille-La Manche en 2019 après avoir été maire de Vitoria-Gasteiz entre 2011 et 2015, puis député d'Alava aux Cortes Generales de 2016 à 2019.